# Federación Colombiana de Fútbol de Salón
 Federación Colombiana de Fútbol de Salón o Fedesalon  (sigla: FCFS), es una entidad que rige y promueve en Colombia el deporte de fútbol de salón, micro o futsal; de acuerdo a las reglas oficiales de la Asociación Mundial de Futsal (AMF), así como esta encargada de organizar las respectivas selecciones nacionales en masculino y femenino para los diversos torneos internacionales donde participa. De igual manera está a cargo de organizar los respectivos torneos profesionales de microfútbol en masculino y femenino.
Fue fundada el 8 de noviembre de 1974. Reconocida por el Comité Olímpico Colombiano, cuenta también con el reconocimiento oficial de Coldeportes mediante Resolución 01619 del 3 de septiembre de 1976.
Luego de ser fundada, se afilió a la Confederación Sudamericana de Futsal y organizó la primera Selección Colombia para el Sudamericano de 1977. También es miembro fundador de la Confederación Panamericana de Futsal y la Asociación Mundial de Futsal, durante el lapso en que Jaime Arroyave fue presidente, lapso que duró 38 años.
Desde hace varios años la federación se afilió, como miembro fundador, de la recién creada CONCACFUTSAL que regirá este deporte para Norte, Centroamérica y el Caribe y se espera próximamente que se consoliden torneos en esta confederación tanto a nivel de selecciones como de clubes.

## Ligas
| Nivel | Competición | Competición | Competición | Competición                                                                      | Competición                                                                      | Competición                                                                      | Competición |
| ----- | --- | --- | --- | -------------------------------------------------------------------------------- | -------------------------------------------------------------------------------- | -------------------------------------------------------------------------------- | ----------- |
| 1     | Liga Nacional Betplay de Fútbol de Salón Masculina Categoría A: 2009 - Actualidad (28 clubes) Liga Nacional Betplay de Fútbol de Salón - Categoría B Masculina: 2021 - Actualidad (14 clubes) | Liga Nacional Betplay de Fútbol de Salón Masculina Categoría A: 2009 - Actualidad (28 clubes) Liga Nacional Betplay de Fútbol de Salón - Categoría B Masculina: 2021 - Actualidad (14 clubes) | Liga Nacional Betplay de Fútbol de Salón Masculina Categoría A: 2009 - Actualidad (28 clubes) Liga Nacional Betplay de Fútbol de Salón - Categoría B Masculina: 2021 - Actualidad (14 clubes) | Liga Nacional Betplay de Fútbol de Salón Femenina: 2010 - Actualidad (16 clubes) | Liga Nacional Betplay de Fútbol de Salón Femenina: 2010 - Actualidad (16 clubes) | Liga Nacional Betplay de Fútbol de Salón Femenina: 2010 - Actualidad (16 clubes) |             |

## Torneos internacionales organizados en Colombia
- Campeonato Mundial de Futsal de la AMF: 2011
- Juegos Mundiales: 2013
- Campeonato Mundial Femenino de Futsal de la AMF: 2013 y 2022
- Campeonato Mundial Sub-20 de Futsal de la AMF:2018
- Campeonato Panamericano de Fútbol de Salón: 1990 y 1996
- Campeonato Sudamericano de Fútbol de Salón 1979 y 2014
- Campeonato Mundial de Clubes de Fútbol de Salón: 1999, 2023, 2024, 2025

## Afiliados
Estas son las ligas e instituciones que organizan torneos de fútbol de salón en Colombia a nivel departamental afiliadas a la Federación Colombiana de Fútbol de Salón:
| Institución                                     | Región             | Año de fundación      | Sede          | Presidente                                                        |
| ----------------------------------------------- | ------------------ | --------------------- | ------------- | ----------------------------------------------------------------- |
| INDEPORTES Amazonas                             | Amazonas           |                       | Leticia       | Pedro Alvarado Hilario                                            |
| Liga Antioqueña de Fútbol de Salón              | Antioquia          |                       | Medellín      | Diego Alejandro Lopez                                             |
| Liga de Fútbol de Salón de Arauca               | Arauca             |                       | Arauca        | Luis Antonio Jauregui                                             |
| Liga de Fútbol de Salón del Atlántico           | Atlántico          |                       | Barranquilla  | Nelson Herrera Suárez                                             |
| Liga de Fútbol de Salón de Bogotá               | Bogotá, D. C.      |                       | Bogotá        | Luis Eduardo Gonzalez (Dimitry)                                   |
| Liga de Fútbol de Salón de Bolívar (LIFUTSABOL) | Bolívar            |                       | Cartagena     | Wilfredo Eljach Uribe                                             |
| Liga de Fútbol de Salón de Boyacá               | Boyacá             |                       | Tunja         | Álvaro Flórez Rodríguez                                           |
| Liga Caldense de Fútbol de Salón (LCFS)         | Caldas             | 1981 - 2024 (43 Años) | Manizales     | Milton M. Hernández Botero (Elegido 2021 Asamblea de Clubes)      |
| Liga de Fútbol de Salón de Caquetá (LFSC)       | Caquetá            |                       | Florencia     | Edison Losada Valderrama                                          |
| Liga de Fútbol de Salón de Casanare(LIFUTSACAS) | Casanare           |                       | Yopal         | Ricardo Alexander Orozco                                          |
| Liga Caucana de Fútbol de Salón                 | Cauca              |                       | Popayán       | Omar Cifuentes Hurtado                                            |
| Liga de Fútbol de Salón del Cesar (LIFUSACE)    | Cesar              |                       | Valledupar    | Willian David Dan Ariño                                           |
| Liga de Fútbol de Salón de Chocó                | Chocó              |                       | Quibdó        | Karen Mosquera Palacios                                           |
| Liga de Fútbol de Salón de Córdoba              | Córdoba            | 1990                  | Montería      | Francisco Berrocal Hernández                                      |
| Liga de Fútbol de Salón de Cundinamarca         | Cundinamarca       |                       | Bogotá        | Richard Nixon Cruz Castro (Reelegido por asamblea de clubes 2024) |
| Liga de Fútbol de Salón de La Guajira           | La Guajira         |                       | Riohacha      | Humberto Jaimes Uribe                                             |
| Liga de Fútbol de Salón de Huila                | Huila              |                       | Neiva         | Jesús Antonio Ávila                                               |
| Liga de Fútbol de Salón de Magdalena            | Magdalena          |                       | Santa Marta   | Claudia Joly Gallardo                                             |
| Liga de Fútbol de Salón de Meta                 | Meta               |                       | Villavicencio | Heberth Daza Santana                                              |
| Liga de Fútbol de Salón de Nariño               | Nariño             | 1981                  | Pasto         | Álvaro Andrés Zambrano                                            |
| Liga Nortesantandereana de Fútbol de Salón      | Norte de Santander |                       | Cúcuta        | Carlos vega                                                       |
| Liga de Fútbol de Salón de Putumayo             | Putumayo           |                       | Mocoa         | Pablo Castro Mier                                                 |
| Liga Quindiana de Fútbol de Salón               | Quindío            |                       | Armenia       | Elias Montaño                                                     |
| Liga Rsaraldense de Fútbol de Salón (LRFS)      | Risaralda          |                       | Pereira       | Amed Parra Castro Jr                                              |
| Liga Santandereana de Fútbol de Salón           | Santander          |                       | Bucaramanga   | Dionisio Arias Solano                                             |
| Liga de Fútbol de Salón de Sucre                | Sucre              |                       | Sincelejo     | Alex Álvarez Buelvas                                              |
| Liga de Fútbol de Salón del Tolima              | Tolima             |                       | Flandes       | Álvaro Rodríguez Barbosa                                          |
| Liga Vallecaucana de Fútbol de Salón (LIVAFUSA) | Valle del Cauca    |                       | Buga          | René Quintero Gallego                                             |

| Nombre                           | Departamento | Símbolos  |
| -------------------------------- | ------------ | --------- |
| Milton Marcelo Hernández Botero  | Caldas       | Manizales |
| Edison Obduber Losada Valderrama | Caquetá      | Florencia |
| Sergio Alexander Pinzón Torres   | Bogotá DC    | Bogotá    |